# Speedway 660
Speedway 660 est un circuit de course automobile ovale de 1/3 de mile (536 m) situé à Geary, Nouveau-Brunswick au Canada, à environ 35 km de Fredericton. En opération depuis 1994, les séries PASS North et Maritime Pro Stock Tour s'y produisent chaque année.
L'endroit a précédemment été connu sous les noms New Brunswick International Speedway et O'Leary Speedway.

## Vainqueurs des courses PASS North
- 25 mai 2002 Ben Rowe
- 5 juillet 2003 Scott Fraser
- 13 juin 2009 Ben Rowe
- 12 juin 2010 Johnny Clark
- 11 juin 2011 Johnny Clark
- 10 juin 2012 Johnny Clark
- 7 juin 2014 Johnny Clark